# Zuzana Jaczova
Zuzana Jaczova, née à Bratislava le 9 août 1953 et morte à Strasbourg le 6 septembre 2020, est une artiste plasticienne slovaque qui vivait à Strasbourg depuis 1975.

## Biographie
Zuzana Jaczova a été formée à l'Académie de design de Eindhoven et à l'école supérieure des arts décoratifs de Strasbourg. 
Son œuvre comporte sculptures, céramiques, textes, dessins et peintures dont plusieurs figurent dans les collections du FRAC Alsace et de l'Artothèque de Strasbourg. Le prix CEEAC Région Alsace lui a été décerné en 1995. 
Depuis 1981 et sa participation au Salon de la Jeune Sculpture à Paris, Zuzana Jaczova expose dans de nombreux lieux en Europe et au Canada, dont plusieurs fois au Musée d'Art moderne et contemporain de Strasbourg, au Centre culturel français de Berlin, à la Passerelle à Brest et dans diverses galeries. Parmi ses nombreuses interventions dans l’espace public, on notera des sculptures pérennes en Alsace et en Allemagne. Zuzana Jaczova est également enseignante en sculpture à l’ENSAS depuis 2011.
Marquée par un exil non choisi qui l’a conduite, à l’âge de 17 ans, de Bratislava à Eindhoven (Pays-Bas), Zuzana Jaczova n'a cessé d’interroger la notion de frontière, qu’elle vise à franchir à la recherche d’un équilibre « juste » : frontière entre la peinture et la sculpture, entre l’abstrait et le figuratif,  entre le mat et le brillant (mise au point d’un enduit à la caséine utilisé dans toute son œuvre picturale), entre légèreté et volume, fragilité et solidité etc.  
Ses récentes réalisations pour la Fête de l’Eau en Alsace (sculpture in situ et exposition de peintures) illustrent explicitement son ressenti d’artiste « Peinture ou sculpture : je ne perçois aucune différence ».

## Liste des sculptures In Situ
- 1999 - Clinique de l’Orangerie, Strasbourg
- 1995 - École Maternelle Annexe, Sélestat
- 1993 - Sculpture murale, Herbsheim
- 1993 - Korzilius, Koblenz (RFA)
- 1992 - Imprimerie Ott, Wasselonne
- 1992 - Résidence Universitaire - Robertsau, Strasbourg
- 1992 - Badische Stahlwerke, Kehl (RFA)
- 1991 - Résidence Universitaire-Vauban, Strasbourg
- 1988 - Rencontre amicale au Centre Sportif Robertsau, Strasbourg[9]
- 1986 - Collége Koeberlé, Selestat

## Liste des expositions personnelles
- 2018 - Médiathèqua de Thann
- 2011 - Mac 2000 Paris
- 2011 - Fondation Franco –Allemande, Karlsruhe
- 2010 - Mac 2000, Paris
- 2009 - Espace  Six, « Agrandir le monde », Strasbourg
- 2008 - Villa Tuzarova, La  Haye, Pays- Bas
- 2007 - Atelier Jullian de la Fuente, «Paris
- 2004 - Espace Interlübke, Strasbourg
- 2000 - Passerelle, Brest
- 1998 - « Le monde est réversible », Espace Lézard, Colmar
- 1997 - Galerie du Pont - Neuf, Paris
- 1996 - « Entre le haut et le bas », La Halle aux blés, Sélestat
- 1994 - Centre Culturel, Illkirch – Graffenstaden
- 1991 - Foire d’art Contemporain, Toronto
- 1989 - Musée d’Art Moderne «  Travail en cours », Strasbourg
- 1987 - Centre Français, Berlin (RFA)
- 1986 - Galerie Le présent, Montbéliard
- 1984 - Galerie La prou, Lausanne (Suisse)
- 1984 - Galerie de l’Ours, Bourges
- 1983 - Atelier, Strasbourg
- 1982 - Galerie du Rhin, Colmar
- 1980 - Galerie du Petit Pont, Strasbourg

## Liste des expositions collectives
- 2018 - « Fête de l'eau » installation, Wattwiller
- 2014 - Regards sur l’art contemporain en Alsace, Maison de la région, Strasbourg
- 2009 - « Biennale d’art contemporain », Blanchrupt
- 2008 - Kunstahalle Basel, « Regio, Suisse
- 2005 - Start, Foire d’Art Contemporain, Galerie Bamberger, Strasbourg
- 2005 -  Exposition «  Invent », Sélestat
- 2003 - ART Ferme, Schwabwiller
- 2002 - Biennale de la sculpture, Strasbourg
- 2002 - Itinéraires, Barr
- 2002 - Start, Foire internationale de Strasbourg
- 2001 - Start, Stand de la Ville de Strasbourg et Galerie Walter
- 1999 - Lézard graphique
- 1999 - CCI, Strasbourg
- 1999 - Invitée par la ville de Dresde à un concours fermé pour une œuvre dans la ville
- 1997 - Foire d’Art Contemporain, Düsseldorf (RFA)
- 1997 - Biennale de la sculpture en terre cuite, Saint-Nazaire
- 1997 - « Paralellen im SchnittPunkt », Badischer Kunstverein, Karlsruhe,(RFA)
- 1996 - Centre Culturel de Bruxelles, Bruxelles ( Belgique)
- 1995 - Centre d’Art « CEAAC » Strasbourg
- 1995 -  CCI, Strasbourg
- 1995 - CCI, Fribourg (RFA)
- 1995 - Institut Néerlandais, Paris
- 1993 - Salon de Montrouge, Montrouge
- 1993 - Lancia, Strasbourg
- 1991 - Badische Stahlwerke, Kehl (RFA)
- 1989 - « Sommet Européen », Strasbourg
- 1998 - Neuess Schloss, Baden – Baden (RFA)
- 1987 - « Figuration Terre », Angoulême
- 1986 - Galerie Rouge et Noir, Strasbourg
- 1986 - Les Artistes d’Alsace, Villedieu
- 1985 - « Figuration terre », exposition itinérante en France
- 1985 - « Grenzenlos », Liestal (Suisse)
- 1985 - « Selest’art », Selestat
- 1985 - Galerie Pasquine de Gignoux Strasbourg
- 1985 - Acquisitions du FRAC – Alsace, Musée d’art Moderne de Strasbourg
- 1984 - « Passion »,  Galerie Jean-Claude David, Grenoble
- 1984 - « Hommage à Bachelard » Champagne – Ardenne
- 1983 - « Rencontres avec la terre », Saint-Étienne
- 1982 - Zenthaus, Karlsruhe (RFA)
- 1981 - Musée des Arts Décoratifs, Paris
- 1981 - Salon de la Jeune Sculpture, Paris